# Fahmi Durbin
Fahmi Said Rajab Nasib Bait Durbin (* 10. Oktober 1993 in Salala) ist ein omanischer Fußballspieler.

## Karriere

### Klub
Nach der Saison 2013/14 kam er vom Mirbat SC und schloss sich al-Nasr an, wo er bis heute auch spielt.

### Nationalmannschaft
Seinen ersten bekannten Einsatz für die omanische Fußballnationalmannschaft hatte er am 15. Dezember 2017 bei einem 1:0-Freundschaftsspiel gegen den Jemen, wo er in der Startelf stand und über die gesamte Spielzeit auch auf dem Platz verblieb. Danach folgten noch weitere Einsätze bei Freundschafts- und Qualifikationsspielen. Zudem stand er noch im Kader des Golfpokal 2017, welchen er mit seiner Mannschaft gewann. Nach einem Qualifikationsspiel Ende März 2018 endete seine Zeit in der Nationalmannschaft aber erst einmal, und er erhielt keine weiteren Einsätze mehr.
Erst Mitte März folgte dann sein nächster Einsatz, auf welchen dann auch einige weitere kurze Zeit später folgten. Somit stand er auch im Kader seiner Mannschaft beim FIFA-Arabien-Pokal 2021, wo er in jedem Spiel seines Teams zum Einsatz kam.